# 香川県立農業大学校
香川県立農業大学校（かがわけんりつのうぎょうだいがっこう）とは、香川県仲多度郡琴平町榎井34-3に本部を置く、香川県が運営する農業大学校。専修学校に位置付けられている。

## 沿革
- 1977年（昭和52年） ‐ 香川県農業短期大学校などを香川県立農業大学校に改組し、琴平町榎井に開校
- 2008年（平成20年） ‐ 学校教育法に基づく専修学校に位置づけられる
- 2019年（令和元年） ‐ 大学等における修学の支援に関する法律による修学支援の対象機関となる大学等に位置づけられる

## 設置学科

### 担い手養成科
修業年限は2年。専修学校専門課程に位置付けられており、卒業すると専門士の称号を取得できる。 

#### 専攻コース
- 野菜園芸専攻
- 花き園芸専攻
- 果樹園芸専攻
- 造園緑化専攻
- 畜産専攻

### 技術研修科
社会人向けの就農支援、営農技術向上、農業理解促進のための研修がおこなわれる。